# Campioni italiani assoluti di atletica leggera - Corsa campestre maschile
Questa pagina raccoglie un elenco di tutti i campioni italiani dell'atletica leggera nella corsa campestre, disciplina per la quale si disputa il campionato nazionale dal 1908.
Fino al 1943 questi campionati furono organizzati a intermittenza, mentre dal 1945 si disputano con cadenza annuale. Negli anni 1970-1971 e 1998-2006 furono assegnati due titoli di corsa campestre: uno per il cross corto e uno per il cross lungo. L'assegnazione di due titoli è tornata in vigore a partire dall'edizione del 2019.
Nel 1916-1917 non si disputarono i campionati italiani, sostituiti da un criterium nazionale. Anche nel 1944-1945, a causa della seconda guerra mondiale, i campionati italiani furono sostituiti dai campionati dell'Alta Italia, ai quali si aggiunse, sempre nel 1945, anche il campionato dell'Italia Liberata. I risultati di queste manifestazioni, che ufficialmente non videro assegnare titoli di campioni italiani, sono riportati a fondo pagina.

## Albo d'oro

### Campionati assoluti
| Anno | Distanza               | Atleta (società)                                      | Prestazione            |
| ---- | ---------------------- | ----------------------------------------------------- | ---------------------- |
| 1908 | 12 km                  | Pericle Pagliani Società Podistica Lazio              | 49'12"                 |
| 1909 | 10 km                  | Pericle Pagliani Società Podistica Lazio              | 38'00"                 |
| 1910 | Edizione non disputata | Edizione non disputata                                | Edizione non disputata |
| 1911 | 11 km                  | Giuseppe Cattro Centro Sportivo Audace Torino         | 38'09"3/5              |
| 1912 | Edizione non disputata | Edizione non disputata                                | Edizione non disputata |
| 1913 | 7,5 km                 | Carlo Speroni Unione Sportiva Busto Arsizio           | 28'05"                 |
| 1914 | 7 km                   | Giuseppe Bausola Unione Sportiva La Piemonte          | 26'40"                 |
| 1915 | 7,8 km                 | Carlo Speroni Unione Sportiva Busto Arsizio           | 31'14"                 |
| 1916 | Edizioni non disputate | Edizioni non disputate                                | Edizioni non disputate |
| 1917 | Edizioni non disputate | Edizioni non disputate                                | Edizioni non disputate |
| 1918 | Edizioni non disputate | Edizioni non disputate                                | Edizioni non disputate |
| 1919 | 7,8 km                 | Lazzaro Parisio 7º bersaglieri Brescia                | 27'00"0                |
| 1920 | 6,5 km                 | Carlo Martinenghi Football Club Internazionale Milano | 20'09"                 |
| 1921 | 8,5 km                 | Carlo Martinenghi Football Club Internazionale Milano | 31'01"0                |
| 1922 | 9 km                   | Ernesto Ambrosini Forti & Liberi Monza                | 30'24"4/5              |
| 1923 | 10 km                  | Angelo Davoli Trionfo Ligure Genova                   | 34'23"                 |
| 1924 | 10 km                  | Angelo Davoli Trionfo Ligure Genova                   | 34'12"                 |
| 1925 | 9,25 km (org. FISA)    | Giuseppe Lippi Club Sportivo Firenze                  | 29'50"1/5              |
| 1925 | 10,9 km (org. UISA)    | Angelo Davoli Gruppo Sportivo Nafta                   | 38'15"                 |
| 1926 | 12 km                  | Angelo Davoli Gruppo Sportivo Nafta Genova            | 41'53"                 |
| 1927 | 8 km                   | Giuseppe Lippi Club Sportivo Firenze                  | 27'20"4/5              |
| 1928 | 10 km                  | Giuseppe Lippi ASSI Giglio Rosso                      | 34'21"4/5              |
| 1929 | 10 km                  | Giuseppe Lippi ASSI Giglio Rosso                      | 36'47"2/5              |
| 1930 | 12 km                  | Giuseppe Lippi ASSI Giglio Rosso                      | 41'42"2/5              |
| 1931 | 10 km                  | Nello Bartolini ASSI Giglio Rosso                     | 34'41"8                |
| 1932 | 6 km                   | Nello Bartolini ASSI Giglio Rosso                     | 19'55"0                |
| 1933 | 8 km                   | Umberto De Florentis Unione Sportiva Genovese         | 26'29"                 |
| 1934 | 8 km                   | Luigi Pellin SS Pietro Micca Biella                   | 26'47"8                |
| 1935 | 8 km                   | Luigi Pellin SS Pietro Micca Biella                   | 24'17"                 |
| 1936 | 12 km                  | Umberto De Florentis SG Fratellanza Savona            | 41'44"1/5              |
| 1937 | 15 km                  | Giuseppe Lippi ASSI Giglio Rosso                      | 49'59                  |
| 1938 | 15 km                  | Giuseppe Lippi ASSI Giglio Rosso                      | 51'04"                 |
| 1939 | Edizioni non disputate | Edizioni non disputate                                | Edizioni non disputate |
| 1940 | Edizioni non disputate | Edizioni non disputate                                | Edizioni non disputate |
| 1941 | 12 km                  | Ettore Padovani Istituzione Comunale Bentegodi Verona | 39'43"4                |
| 1942 | 12 km                  | Salvatore Costantino GUF Napoli                       | 39'25"2                |
| 1943 | 10 km                  | Salvatore Costantino Vigili del Fuoco Napoli          | 33'20"0                |
| 1944 | Edizioni non disputate | Edizioni non disputate                                | Edizioni non disputate |
| 1945 | Edizioni non disputate | Edizioni non disputate                                | Edizioni non disputate |
| 1946 | 8 km                   | Aldo Rossi Croce Verde Genova                         | 29'25"1/5              |
| 1947 | 8 km                   | Cristofano Sestini ASSI Giglio Rosso                  | 25'15"2/5              |
| 1948 | 8 km                   | Luigi Pelliccioli Cesanese Barni Cesano Maderno       | 25'23"4                |
| 1949 | 6 km                   | Giuseppe Beviacqua Trionfo Genovese                   | 22'24"                 |
| 1950 | 6 km                   | Giuseppe Beviacqua Trionfo Genovese                   | 19'33"2                |
| 1951 | 7,5 km                 | Giacomo Peppicelli Testaccina Roma                    | 25'27"1/5              |
| 1952 | 7 km                   | Edoardo Righi Società Ginnastica Etruria Prato        | 21'08"4                |
| 1953 | 7 km                   | Giacomo Peppicelli Testaccina Roma                    | 21'31"                 |
| 1954 | 7 km                   | Giovanni Lai Electra San Giovanni Suergiu             | 25'39"8                |
| 1955 | 7 km                   | Giacomo Peppicelli Centro Sportivo FIAT Torino        | 25'09"                 |
| 1956 | 7 km                   | Luigi Conti ?                                         | 25'20"1/5              |
| 1957 | 7 km                   | Franco Volpi Polisportiva Victoria Calolziocorte      | 24'24"                 |
| 1958 | 7,2 km                 | Gianfranco Baraldi VIII Comiliter Roma                | 23'28"1/5              |
| 1959 | 8 km                   | Antonio Ambu Gruppo Sportivo Fiamme Oro               | 25'16"0                |
| 1960 | 8 km                   | Franco Volpi Atletica Brescia 1950                    | 25'08"2                |
| 1961 | 9 km                   | Francesco Perrone Gruppo Sportivo Fiamme Oro          | 20'52"2/5              |
| 1962 | 6,8 km                 | Luigi Conti Atletica Schio                            | 21'27"2                |
| 1963 | 8 km                   | Antonio Ambu Lilion SNIA Varedo                       | 26'10"6                |
| 1964 | 8,5 km                 | Antonio Ambu Lilion SNIA Varedo                       | 26'45"6                |
| 1965 | 14 km                  | Luigi Conti Pro Patria Milano                         | 45'13"6                |
| 1966 | 15,5 km                | Antonio Ambu Lilion SNIA Varedo                       | 43'34"2                |
| 1967 | 15 km                  | Antonio Ambu Lilion SNIA Varedo                       | 43'22"4                |
| 1968 | 15 km                  | Antonio Ambu Lilion SNIA Varedo                       | 43'22"4                |
| 1969 | 15 km                  | Antonio Ambu Lilion SNIA Varedo                       | 47'28"0                |
| 1970 | 7,5 km                 | Franco Arese Atletica Balangero                       | 24'15"8                |
| 1970 | 15 km                  | Giovanni Pizzi Libertas Udine                         | 20'23"2                |
| 1971 | 6 km                   | Gianni Del Buono CUS Roma                             | 17'56"8                |
| 1971 | 12 km                  | Renato Martini CUS Torino                             | 37'23"4                |
| 1972 | 12 km                  | Renato Martini CUS Torino                             | 39'09"8                |
| 1973 | 10 km                  | Giuseppe Cindolo Alco Rieti                           | 30'19"0                |
| 1974 | 12 km                  | Franco Fava Gruppi Sportivi Fiamme Gialle             | 36'42"2                |
| 1975 | 12 km                  | Franco Fava Gruppi Sportivi Fiamme Gialle             | 39'25"6                |
| 1976 | 12 km                  | Franco Fava Gruppi Sportivi Fiamme Gialle             | 37'54"0                |
| 1977 | 12 km                  | Franco Fava Gruppi Sportivi Fiamme Gialle             | 37'54"4                |
| 1978 | 12 km                  | Franco Fava Gruppi Sportivi Fiamme Gialle             | 39'02"4                |
| 1979 | 12 km                  | Luigi Zarcone CUS Palermo                             | 33'29"19               |
| 1980 | 12 km                  | Venanzio Ortis Libertas Udine                         | 35'34"1                |
| 1981 | 11 km                  | Claudio Solone Centro Sportivo Carabinieri            | 36'43"7                |
| 1982 | 11,140 km              | Alberto Cova Pro Patria Pierrel Milano                | 32'15"                 |
| 1983 | 11.5 km                | Alberto Cova Pro Patria Pierrel Milano                | 35'03"4                |
| 1984 | 11,5 km                | Alberto Cova Pro Patria Pierrel Milano                | 33'48"0                |
| 1985 | 10 km                  | Alberto Cova Pro Patria Pierrel Milano                | 29'18"5                |
| 1986 | 11 km                  | Alberto Cova Pro Patria Pierrel Milano                | 34'40"62               |
| 1987 | 11 km                  | Francesco Panetta Pro Patria Osama Milano             | 32'03"8                |
| 1988 | 12 km                  | Francesco Panetta Pro Patria Osama Milano             | 35'41"                 |
| 1989 | 12 km                  | Francesco Panetta Atletica Comelit Bergamo            | 35'39"                 |
| 1990 | 12 km                  | Francesco Panetta Atletica Comelit Bergamo            | 35'14"                 |
| 1991 | 12 km                  | Francesco Panetta PAF Verona                          | 36'41"                 |
| 1992 | 12 km                  | Francesco Panetta PAF Verona                          | 35'53"                 |
| 1993 | 12 km                  | Vincenzo Modica Gruppo Sportivo Fiamme Oro            | 35'00"                 |
| 1994 | 12 km                  | Umberto Pusterla Centro Sportivo Carabinieri          | 36'38"                 |
| 1995 | 11,4 km                | Umberto Pusterla Centro Sportivo Carabinieri          | 37'43"                 |
| 1996 | 10 km                  | Gennaro Di Napoli Snam                                | 36'22"                 |
| 1997 | 12 km                  | Vincenzo Modica Gruppo Sportivo Fiamme Oro            | 35'35"                 |
| 1998 | 4 km                   | Luciano Di Pardo Gruppi Sportivi Fiamme Gialle        | 10'54"                 |
| 1998 | 11,825 km              | Umberto Pusterla Centro Sportivo Carabinieri          | 34'54"                 |
| 1999 | 4 km                   | Luciano Di Pardo Gruppi Sportivi Fiamme Gialle        | 11'26"                 |
| 1999 | 12 km                  | Rachid Berradi Cover Sportiva Avo                     | 35'36"                 |
| 2000 | 4 km                   | Luciano Di Pardo Gruppi Sportivi Fiamme Gialle        | 11'36"1                |
| 2000 | 12 km                  | Rachid Berradi Cover Sportiva Avo                     | 36'36"4                |
| 2001 | 4 km                   | Lorenzo Perrone Gruppi Sportivi Fiamme Gialle         | 12'06"                 |
| 2001 | 12 km                  | Michele Gamba Gruppi Sportivi Fiamme Gialle           | 38'36"                 |
| 2002 | 4 km                   | Luciano Di Pardo Gruppi Sportivi Fiamme Gialle        |                        |
| 2002 | 12 km                  | Rachid Berradi Gruppo Sportivo Forestale              |                        |
| 2003 | 4 km                   | Luciano Di Pardo Gruppi Sportivi Fiamme Gialle        | 11'19"                 |
| 2003 | 12 km                  | Giuliano Battocletti Cover Sportiva Avo               | 35'28"                 |
| 2004 | 4 km                   | Luciano Di Pardo Gruppi Sportivi Fiamme Gialle        | 11'10"                 |
| 2004 | 12 km                  | Giuliano Battocletti Cover Sportiva Avo               | 35'25"                 |
| 2005 | 4 km                   | Luciano Di Pardo Gruppi Sportivi Fiamme Gialle        | 11'44"                 |
| 2005 | 11 km                  | Maurizio Leone Centro Sportivo Carabinieri            | 35'52"                 |
| 2006 | 4 km                   | Fabio Cesari Centro Sportivo Carabinieri              | 11'08"                 |
| 2006 | 12 km                  | Gabriele De Nard Gruppi Sportivi Fiamme Gialle        | 34'20"                 |
| 2007 | 12,2 km                | Giuliano Battocletti Cover Sportiva Mapei             | 30'44"                 |
| 2008 | 10,2 km                | Andrea Lalli Gruppi Sportivi Fiamme Gialle            | 25'22"                 |
| 2009 | 10 km                  | Andrea Lalli Gruppi Sportivi Fiamme Gialle            | 29'51"                 |
| 2010 | 10 km                  | Kaddour Slimani Runner Team 99                        | 31'48"                 |
| 2011 | 10 km                  | Daniele Meucci Centro Sportivo Esercito               | 28'33"                 |
| 2012 | 10 km                  | Gabriele De Nard Gruppi Sportivi Fiamme Gialle        | 30'49"                 |
| 2013 | 10 km                  | Gabriele De Nard Gruppi Sportivi Fiamme Gialle        | 29'14"                 |
| 2014 | 10 km                  | Jamel Chatbi Atletica Riccardi                        | 30'20"                 |
| 2015 | 10 km                  | Andrea Lalli Gruppi Sportivi Fiamme Gialle            | 29'55"                 |
| 2016 | 10 km                  | Yemaneberhan Crippa Gruppo Sportivo Fiamme Oro        | 29'59"                 |
| 2017 | 10 km                  | Daniele Meucci Centro Sportivo Esercito               | 30'23"                 |
| 2018 | 10 km                  | Yohanes Chiappinelli Centro Sportivo Carabinieri      | 30'52"                 |
| 2019 | 3 km                   | Osama Zoghlami Centro Sportivo Aeronautica Militare   | 8'40"                  |
| 2019 | 10 km                  | Yemaneberhan Crippa Gruppo Sportivo Fiamme Oro        | 30'16"                 |
| 2020 | Edizione non disputata | Edizione non disputata                                | Edizione non disputata |
| 2021 | 3 km                   | Ala Zoghlami Gruppo Sportivo Fiamme Oro               | 8'42"                  |
| 2021 | 10 km                  | Iliass Aouani Atletica Casone Noceto                  | 30'49"                 |
| 2022 | 3 km                   | Ala Zoghlami Gruppo Sportivo Fiamme Oro               | 8'39"                  |
| 2022 | 10 km                  | Iliass Aouani Gruppo Sportivo Fiamme Azzurre          | 29'46"                 |
| 2023 | 3 km                   | Ala Zoghlami Gruppo Sportivo Fiamme Oro               | 8'54"                  |
| 2023 | 10 km                  | Marco Fontana Granotto Atletica Insieme Verona        | 30'35"                 |
| 2024 | 3 km                   | Sebastiano Parolini Gruppo Alpinistico Vertovese      | 8'50"                  |
| 2024 | 10 km                  | Pasquale Selvarolo Fiamme Azzurre                     | 31'11"                 |
| 2025 | 3 km                   | Ala Zoghlami Gruppo Sportivo Fiamme Oro               | 8'36"                  |
| 2025 | 10 km                  | Luca Alfieri Atletica Casone Noceto                   | 30'24"                 |

### Staffetta
| Anno | Distanza               | Società (atleti)                                                                                  | Prestazione            |
| ---- | ---------------------- | ------------------------------------------------------------------------------------------------- | ---------------------- |
| 2014 | 13 (2+3+4+4)           | Atletica Città di Padova Vitaliy Maslovatyy Gabriele Noaro Marco Pettenazzo Nicola Sorgato        | 42'08"                 |
| 2015 | 10 (2+2+3+3)           | Trieste Atletica Jacopo De Marchi Elia Bugatto Nekagenet Crippa Andrea Seppi                      | 29'46"                 |
| 2016 | 10,3 (1,9+1,9+3,1+3,4) | ANA Atletica Feltre Edgard Costa Alberto Dal Sasso Federico Polesana Lucio Sachet                 | 32'34"                 |
| 2017 | 10 (2+2+3+3)           | Trieste Atletica Tommaso Rota Jacopo De Marchi Bugatto Elia Andrea Seppi                          | 33'13"                 |
| 2018 | 8 (2+2+2+2)            | Trieste Atletica Fabio Vicig Pietro Spadaro Jacopo De Marchi Patrick Nasti                        | 24'25"                 |
| 2019 | 8 (2+2+2+2)            | Atletica Bergamo 1959 Orio Center Moad Razgani Omar Hamdoune Giovanni Crotti Abdelhakim Eliasmine | 24'50"                 |
| 2020 | Edizione non disputata | Edizione non disputata                                                                            | Edizione non disputata |
| 2021 | 8 (2+2+2+2)            | Gruppo Alpinistico Vertovese Omar Cattaneo Stefano Pedrana Alessandro Lotta Sebastiano Parolini   | 24'14"                 |
| 2022 | 8 (2+2+2+2)            | Gruppo Alpinistico Vertovese Giovanni Servalli Omar Cattaneo Stefano Pedrana Alessandro Lotta     | 24'19"                 |
| 2023 | 8 (2+2+2+2)            | Gruppo Alpinistico Vertovese Giovanni Servalli Omar Cattaneo Stefano Pedrana Sebastiano Parolini  | 24'49"                 |
| 2024 | 8 (2+2+2+2)            | Trieste Atletica Elia Di Biagio Francesco Micolaucich Niccolò Galimi Federico Fragiacomo          | 25'30"                 |
| 2025 | 8 (2+2+2+2)            | Gruppo Alpinistico Vertovese Sharooz Ahmad Federico De Marchi Omar Cattaneo Sebastiano Parolini   | 24'01"                 |

### Altre manifestazioni
| Anno                       | Atleta (società)                              | Prestazione         |
| Criterium nazionale        | Criterium nazionale                           | Criterium nazionale |
| -------------------------- | --------------------------------------------- | ------------------- |
| 1916                       | Antonio Speroni Unione Sportiva Busto Arsizio |                     |
| 1917                       | Carlo Speroni Unione Sportiva Busto Arsizio   |                     |
| Campionato Alta Italia     |                                               |                     |
| 1944                       | Giuseppe Beviacqua Dopolavoro Ilva Bagnoli    |                     |
| 1945                       | Francesco Malachina Trionfo Genovese          |                     |
| Campionato Italia Liberata |                                               |                     |
| 1945                       | Salvatore Costantino Vigili del Fuoco Napoli  |                     |